# Казус беллі
Ка́зус бе́ллі (лат. casus belli, «привід для війни») — формальний привід для розв'язування війни однією державою проти іншої. Термін набув особливо широкого використання з 20 століття у міжнародному праві, у зв'язку із необхідністю легітимізації колоніальних та імперіалістичних воєн держав Заходу та Радянського союзу. Тісно пов'язаний із теорією справедливої війни, згідно з якою не можна починати війну без справедливої причини. На практиці казус беллі часто використовувався державами для приховання справжніх цілей і причин війни.

## Приклади

### Перша світова війна
За берлінською угодою 1878 року Австро-Угорщина отримала мандат на окупацію та адміністрування Боснії та Герцеговини, при збереженні формального суверенітету Османської імперії. Частина південних слов'ян, що проживали на цих землях, не хотіли жити в Австро-Угорщині та прагнули приєднати цих територій до сусідньої Сербії, яка нещодавно здобула незалежність. 
Наприкінці червня 1914 року ерцгерцог Австрії Франц Фердинанд відвідував Боснію для спостереження за військовими маневрами та відкриття музею у Сараєві. Їхав він разом із своєю дружиною, Софією Хотек. Таємне товариство «Млада Босна», яке прагнуло до об'єднання південних слов’ян, вирішило вбити Франца Фердинанда. Вбивство було доручено групі з шести змовників, кінцевим виконавцем якого став сербський гімназист Гаврило Принцип. Відмова Сербії розслідувати причетність сербських урядовців до оснащення, навчання та оплати вбивць, які вбили Франца Фердинанда стало причиною для Австро-Угорщини оголосити війну.
Для Британії безпосередньою причиною вступу у війну було німецьке вторгнення та окупація Бельгії, що порушило бельгійський нейтралітет, який Британія зобов’язувалася підтримувати за договором.

### Радянсько-фінська війна (1939—1940)
Микита Хрущов у своїх спогадах пише, що на нараді в Кремлі Сталін сказав: «давайте почнемо сьогодні» — і того самого дня привід для війни знайшовся, так званий «Майнільський інцидент»: 26 листопада 1939 року Радянський уряд звернувся до уряду Фінляндії з офіційною нотою, у якій повідомлялось, що внаслідок артилерійського обстрілу, вчиненого з території Фінляндії, загинуло четверо та було поранено дев'ятеро радянських військовослужбовців.
Фінські прикордонники справді зафіксували того дня з кількох точок спостереження численні гарматні постріли, і як належить у такому випадку, факт пострілів та напрямок, звідки вони лунали, було занотовано. Зіставлення нотаток показувало, що постріли було зроблено з радянської території. Уряд Фінляндії запропонував створити міжурядову слідчу комісію, яка б мала розслідувати інцидент. Радянська сторона відмовилася, а невдовзі оголосила, що більше не вважає себе зв'язаною умовами радянсько-фінської угоди про взаємний ненапад.
29 листопада 1939 року СРСР розірвав із Фінляндією дипломатичні стосунки, а 30-го о 8:00 за московським часом радянські війська одержали наказ перейти радянсько-фінський кордон та розпочати бойові дії. Офіційно війну так і не було оголошено.

### Друга світова війна(1939-1945)
У серпні 1939 року, щоб розпочати територіальну експансію Німеччини до Східної Європи, нацистський уряд Німеччини під керівництвом Гітлера влаштував інцидент у Глейвіці, який був використаний як привід для вторгнення до Польщі у вересні наступного року. 31 серпня 1939 року нацисти використали в’язнів концтабору, які видавалися поляками, для нападу на німецьку радіостанцію Sender Gleiwitz у Глейвіці, напередодні Другої світової війни. Союзники Польщі, Велика Британія та Франція, згодом оголосили війну Німеччині відповідно до свого альянсу. 
Сполучені Штати оголосили війну Японії після нападу на Перл-Харбор 7 грудня 1941 року.
У 1941 році, знову діючи згідно з політикою Lebensraum, нацистська Німеччина напала на Радянський Союз, використовуючи casus belli превентивної війни для виправдання акту агресії.

### Анексія криму (2014)
Після анексії Криму Російською Федерацією в 2014 році президент Росії Володимир Путін стверджував, що Крим та інші регіони «не були частиною України» після того, як вони були захоплені в 18 столітті. Етнічне російське населення в Криму та на сході України розглядається як причина війни для анексії Росією.

### Вторгнення Росії в Україну (2022)
Перед російським вторгненням в Україну у 2022 році Росія визнала сепаратистські квазіреспубліки в Донецькій і Луганській області, і ратифікувала укладання альянсу із ними з метою «захисту» російськомовного населення, таким чином створивши умовний casus belli. Росія також стверджувала, що неонацистські групи вчиняють геноцид проти російськомовних в Україні та що український уряд є неонацистським.